# Pyrausta vittalis
Pyrausta vittalis là một loài bướm đêm trong họ Crambidae.